# Fastosarion strangei
Fastosarion strangei är en snäckart som först beskrevs av Ludwig Pfeiffer 1850.  Fastosarion strangei ingår i släktet Fastosarion och familjen Helicarionidae. Inga underarter finns listade i Catalogue of Life.